# Kwapiszon
Kwapiszon – imię głównego bohatera i (potocznie) ogólna nazwa serii komiksowej autorstwa Bohdana Butenki, wydawanej w latach 1976–1981 przez wydawnictwo Nasza Księgarnia. 

## Charakterystyka
Seria o Kwapiszonie charakteryzowała się nietypową techniką wykonania. Poszczególne plansze stanowią czarno-białe zdjęcia (w tym fotomontaże), na które naniesione są rysunki postaci i tylko niektórych przedmiotów, mających znaczenie dla treści. Przy pozornej prostocie i naiwności rysunku, seria charakteryzuje się konsekwencją i swoistym wyrafinowaniem. Wypowiedzi bohaterów w dymkach są bardzo oszczędne i lakoniczne. Autor w poszczególnych tomach przemyca treści dydaktyczne – przede wszystkim krajoznawcze, dotyczące miejsc związanych z historią Polski i ważnymi postaciami z przeszłości lub legendy (np. Mikołaj Kopernik, czy Krak).

## Postać Kwapiszona
Z uwagi na dużą schematyczność i lakoniczność treści, o Kwapiszonie powiedzieć można tylko tyle, że jest to młody chłopak z Warszawy – harcerz (mówi o tym jego strój) i wielbiciel wędkarstwa. Przypadkowo wplątuje się w aferę kryminalną, odnajdując tajemniczą szkatułkę. W ciągu całej serii ścigany jest przez dwóch złodziei – Faworyta i Kompana, którzy starają się odebrać Kwapiszonowi szkatułkę, co stanowi zasadniczą oś akcji komiksu.

## Seria
Seria przygód Kwapiszona składa się z ośmiu tomów. Poniżej przedstawiono charakterystykę i treść poszczególnych z nich:
- Tom 1 – Kwapiszon i tajemnicza szkatułka (1976). Kwapiszon podczas poszukiwania robaków na ryby nad Wisłą w Warszawie, odnajduje szkatułkę, co z okolicznych krzewów widzą Faworyt i Kompan. Zaczyna się pościg ulicami Warszawy.
- Tom 2 – Ucieczka Kwapiszona (1976). Pościg koncentruje się na terenie Muzeum Wojska Polskiego w Warszawie.
- Tom 3 – Bardzo mokra przygoda (1976). Kwapiszon przylatuje odrzutowcem do Gdańska. Złodzieje ścigają go helikopterem. Akcja toczy się na Długim Targu i w porcie.
- Tom 4 – Pościg w kurorcie (1977). Kwapiszon ucieka drogą wodną – poprzez wody Zatoki Puckiej. Dociera do Sopotu, gdzie mylony jest z gwiazdą festiwalu muzycznego. Chowa się w pustej beczce na statku transportującym ryby do Torunia.
- Tom 5 – Kwapiszon i beczka (1978). Podczas rejsu Kwapiszon ucieka ze statku, nadal ścigany przez Faworyta i Kompana. Dostaje się na bliżej nieokreślone jezioro, skąd po kraksie z motorówką, wylatuje w beczce w kierunku Fromborka.
- Tom 6 – Kwapiszon, beczka i pamiątki po wielkim astronomie (1978). Kwapiszon w beczce, a złodzieje na latającej tratwie, przylatują do Fromborka. Pościg przenosi się do zamku, gdzie Kwapiszon przebiera się w szaty Kopernika, co wywołuje popłoch wśród zwiedzających, którzy myślą, że astronom wrócił do życia. Główny bohater zostaje stamtąd uniesiony przez Smoka Wawelskiego, a złodzieje zaczepiają się przy pomocy liny do jego ogona.
- Tom 7 – Kwapiszon i tajemniczy kluczyk (1980). Smok ze wszystkimi bohaterami przelatuje do Krakowa (na Wawel), ale zostaje odstraszony przez wybiegającego ze Smoczej Jamy Kraka. Podczas upadku szkatułka rozbija się i wypada z niej kluczyk. Krak oprowadza Kwapiszona po Wawelu, a następnie obaj (ścigani przez złodziei) schodzą do podziemi, łączących się z kopalnią soli w Wieliczce.
- Tom 8 – Kwapiszon i... (1981). Pościg koncentruje się w wielickich podziemiach. Kwapiszon odnajduje tajemnicze drzwi, do których pasuje kluczyk ze szkatułki. Po otwarciu okazuje się, że bohater trafia do własnego pokoju w mieszkaniu w Warszawie. Rozlega się dudnienie do drzwi. Nie przychodzą jednak złodzieje, tylko kolega Zyzio, z którym Kwapiszon był umówiony na ryby. W związku z tym bohater udaje się na poszukiwanie robaków nad Wisłę, gdzie odnajduje tajemniczą szkatułkę. Komiks kończy się słowami: Dalszy ciąg przygód Kwapiszona w pierwszej części.

## Reaktywacja
W 2009 (na 34-lecie pierwszego zeszytu) ukazał się kolejny (nienumerowany, ale według kolejności dziewiąty) tom przygód Kwapiszona. 
- Tom 9 – O Kwapiszonie, niezwykłym Poznaniu, tajemnicy listu i... (2009). Akcja rozgrywa się początkowo w Poznaniu, gdzie Kwapiszon łowi ryby w Warcie, w pobliżu Ostrowa Tumskiego (a dokładniej Zagórza). Tym razem odnajduje tajemniczy list w butelce, dotyczący skarbu. Widzą to dwaj złodzieje (tym razem o imionach Glukowit i Kompan). Pościg rozgrywa się początkowo na terenie Poznania (Ratusz, Muzeum Uzbrojenia, Zamek Cesarski, Hotel Bazar), a następnie, zgodnie ze wskazówkami z listu, przenosi w okolice miejscowości rozpoczynających się na Bia... (kolejno: Białystok, Białowieża, Biała Podlaska, Białogóra, Białobrzegi). Tom kończy się przesłaniem ekologicznym, dotyczącym zatruwania środowiska naturalnego.

Tom dziewiąty jest znacznie bardziej rozbudowany niż wcześniejsze i posiada twardą oprawę. W odróżnieniu od ośmiu wcześniejszych, plansze mają podkład ze zdjęć kolorowych.

## Autorstwo
Autorem koncepcji i rysunków jest Bohdan Butenko. Zdjęcia wykonali:
- Jerzy Troszczyński (tom 1, 2, 3, 4, 5, 6, 8)
- Zbigniew Doliński (tom 5, 6)
- Jan Marian Czarnecki (tom 7, 8)
- Zbigniew Szmidt (tom 9)

## Edycja
Tomy starej serii, od 1 do 3, zostały wydrukowane w Zakładach Graficznych im. Marcina Kasprzaka w Poznaniu, a wszystkie pozostałe w Drukarni Wydawniczej w Krakowie. Numery ISBN pojawiają się w dwóch ostatnich tomach (tom 7: 83-10-07996-6, tom 8: 83-10-08158-8). Tom 9 wydało Wydawnictwo Miejskie w Poznaniu (ISBN: 978-83-7503-067-9).